# Notolampra gibba
Notolampra gibba är en kackerlacksart som först beskrevs av Carl Peter Thunberg 1826.  Notolampra gibba ingår i släktet Notolampra och familjen jättekackerlackor. Inga underarter finns listade i Catalogue of Life.